# Alte Pfarrkirche Niklasdorf

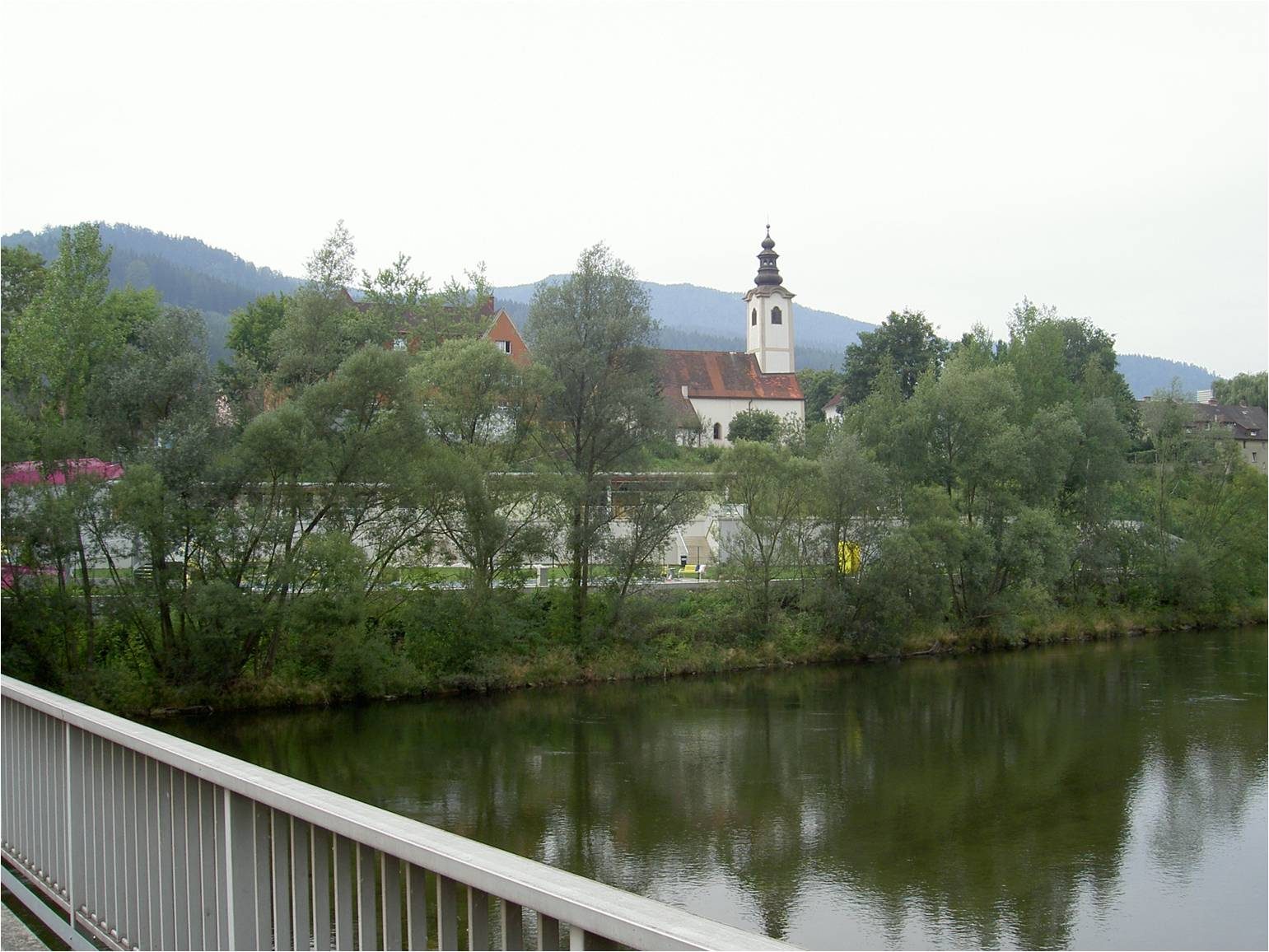
Alte Pfarrkirche hl. Nikolaus in Niklasdorf

Die römisch-katholische Alte Pfarrkirche Niklasdorf steht in der Marktgemeinde Niklasdorf im Bezirk Leoben in der Steiermark. Die Kirche mit dem heiligen Nikolaus von Myra als Schutzpatron gehört zur Region Obersteiermark Ost (Dekanat Leoben) in der Diözese Graz-Seckau. Sie steht unter Denkmalschutz (Listeneintrag).

## Geschichte
Urkundlich wurde 1148 eine Kirche genannt. Sie wurde 1480 von den Türken niedergebrannt und bis 1499 durch den Meister Hans Dietmayr wieder aufgebaut. Die Kirche wurde 1971 exsekriert, das heißt entweiht.

## Architektur
Der Westturm ist in die Westfront eingestellt und trägt eine barocke Zwiebelhaube mit Laterne. Das Westportal hat eine Tür mit gotischen Beschlägen. Südlich am Langhaus ist die Sakristei angebaut.
Das dreijochige Langhaus hat ein Netzrippengewölbe auf kräftigen Halbrunddiensten. Der eingezogene einjochige Chor hat einen Fünfachtelschluss und ein weitgespanntes Kreuzrippengewölbe, das ohne Konsolen in der Wand endet. Der Fronbogen ist rund. Die Sakristei mit einer Schmiedeeisentür hat ein Kreuzgratgewölbe.

## Einrichtung
Den Hochaltar in barocken Formen schuf der Bildhauer Michael Rosenberger 1852. Die neugotischen Seitenaltäre sind Werke von Josef Veiter 1878.
Die barocke Kanzel entstand in der ersten Hälfte des 18. Jahrhunderts.
Die Orgel mit 7 Registern baute Konrad Hopferwieser 1925, Teile der Orgel wurden in die Neue Pfarrkirche Niklasdorf übertragen.